# Heinrich Rose
Heinrich Rose (Berlim, 6 de agosto de 1795 — Berlim, 27 de janeiro de 1864) foi um mineralogista e químico analítico alemão.

## Vida
Filho do farmacologista Valentin Rose e irmão do mineralogista Gustav Rose.
Heinrich Rose foi professor da Universidade de Berlim, a partir de 1823. Em 1846 redescobriu o elemento químico nióbio, provando conclusivamente que ele era diferente do Tântalo. Isto provou que Charles Hatchett descobriu o nióbio em 1801 em minério de niobite. Hatchett denominou o novo elemento columbito, o mineral no qual nióbio e tântalo coexistem. O elemento recebeu o nome nióbio na conferência de 1950 da União Internacional de Química Pura e Aplicada, derivado de Níobe, filha de Tântalo na mitologia grega. Em 1845 Rose publicou a descoberta de um novo elemento, pelópio, que encontrou no mineral tantalita. Após subsequentes pesquisas o pelópio foi identificado como uma mistura de tântalo e nióbio.

## Trabalhos
- Handbuch der analytischen Chemie. Vol.1&2. Mittler, Berlin 1833-1834 versão digital pela Universidade e Biblioteca Estadual de Düsseldorf